# احمد ملکی
احمد ملکی دیپلمات ایرانی است که در فوریهٔ ۲۰۱۱ در اقدامی اعتراضی علیه دولت خود از پست خود به عنوان کنسول‌یار [رئیس کنسول‌یاری] ایران در میلان استعفا داد و به جنبش سبز پیوست.
ملکی که خواهرزادهٔ مهدی کروبی است پس از استعفا در مصاحبه‌ای با رویترز گفت که ایرانیان از انقلاب‌های مردمی در شمال آفریقا الهام گرفته‌اند اما حکومتی بسیار بی‌رحم‌تر از تونس، مصر و حتی لیبی را پیش روی خود دارند که تنها هدف آن در ۳۲ سال اخیر حفظ قدرت بوده و اکنون نیز در صورت لزوم برای حفظ نظام به هر وسیله‌ای از جمله خونریزی و کشتار تا سرحد امکان متوسل خواهند شد. او همچنین گفت که بسیاری از دیپلمات‌ها و مقامات نظامی ایران هم در انتقاد به این حکومت با او هم‌نظرند اما منتظر مانده‌اند تا در زمان مناسب جانب خود را تغییر دهند. ملکی گفته که او در جنگ ایران و عراق ۷۷ ماه برای کشورش جنگیده‌است.